# 川島葵のこどもさぷり
川島葵のこどもさぷり （かわしまあおいのこどもさぷり）は東海ラジオ放送で放送されていたラジオ番組。
放送時間は毎週月曜日の19:50から20:00（JST）までだったが、2008年秋の番組改編からは毎週月曜日・21:40～21:50までとなった。
2009年4月からは前番組の川島葵のココロサプリに戻した。

## 番組内容
幼児から小学校低学年までの子供の行動から、その子供がどのような心理状態にあり、どう対処すれば良いのかを、川島・源石両アナウンサーが演じるドラマを通して専門家が解説する。
前番組川島葵のココロサプリのコンセプトを引継ぎ、子どもを持つ親やこれから親になる予定の人を対象としている。

## パーソナリティー
- 川島葵（東海ラジオアナウンサー・当時。番組内でのキャッチフレーズは「東海ラジオのビタミンCアナウンサー」）
- 東海学院大学人間関係学部教授および准教授
  - 源石和輝（東海ラジオアナウンサー・ドラマ部分。毎回ドラマの設定によって異なるが、旦那役から祖母役・知り合いのお母さん役・幼稚園の先生役まで幅広く演じている）